# Дальше живите сами
«Да́льше живи́те са́ми» (англ. This Is Where I Leave You) — американская комедия-драма 2014 года режиссёра Шона Леви с Джейсоном Бейтманом, Тиной Фей, Джейн Фонда, Роуз Бирн, Кори Столлом и Адамом Драйвером. В США премьера фильма состоялась 19 сентября 2014 года, в России — 4 декабря 2014 года. 

## Сюжет
Дети должны выполнить последнее желание своего усопшего отца — провести в период траура целую неделю вместе, но проблема в том, что дети не особо соблюдают традиции иудаизма, да и жизнь их давно уже развела в разные стороны. А вот их отец был верующим иудеем. Неделя предстоит нелёгкая.

## В ролях
| Актёр           | Роль                                             |
| --------------- | ------------------------------------------------ |
| Джейсон Бейтман | Джадд Олтмен                                     |
| Тина Фей        | Венди Олтмен                                     |
| Джейн Фонда     | Хилари Олтмен мать Джадда, Филлипа, Венди и Пола |
| Адам Драйвер    | Филлип Олтмен                                    |
| Роуз Бирн       | Пенни Мур                                        |
| Кори Столл      | Пол Олтмен                                       |
| Кэтрин Хан      | Энни Олтмен жена Пола                            |
| Конни Бриттон   | Трейси Салливан девушка Филлипа                  |
| Тимоти Олифант  | Хорри Коллен бывший парень Венди                 |
| Дэкс Шепард     | Уэйд Бофорт радиоведущий, бывший босс Джадда     |
| Дебра Монк      | Линда Коллен соседка, мать Хорри                 |
| Эбигейл Спенсер | Куинн Олтмен бывшая жена Джадда                  |
| Бен Шварц       | Чарльз Гроднер раввин                            |
| Аарон Лазар     | Барри Уэйссман муж Венди                         |